# Blota Filho
Geraldo Blota da Silva Filho (São Paulo, 7 de setembro de 1960) é um ator brasileiro, mais conhecido por interpretar Silvestre em Carinha de Anjo.

## Biografia

### Início de vida e família
Nascido na capital paulista em 7 de setembro de 1960, Geraldo Blota da Silva Filho cresceu em meio a uma família de artistas; seu pai, Geraldo Blota (1925–2009), era jornalista esportivo; seu tio, Blota Júnior (1920–1999), era locutor de rádio apresentador de televisão; Gonzaga Blota (1928–2017), que também era seu tio, era diretor e ator.

## Carreira
O início da carreira de Blota Filho foi em 1998, no SBT, na novela Fascinação. No mesmo ano, na mesma emissora, fez Pérola Negra. Em 1999, foi para a Rede Globo e participou do seriado Sandy e Junior, onde ficou até 2001. Em 2002, voltou ao SBT e fez a novela Pequena Travessa. Em 2003, voltou à Globo e entrou na minissérie A Casa das Sete Mulheres. Em 2004, foi para a Rede Record, e fez a novela A Escrava Isaura. Novamente na Globo, em 2005, participou da série A Diarista e Minha Nada Mole Vida. Em 2006, fez Malhação. Passou para a Record, em 2006 ainda e participou de: Cidadão Brasileiro. Depois, em 2007, fez Vidas Opostas. De volta a Globo, atuou nas novelas: Duas Caras (2008) e Caminhos das Índias (2009); além dos seriados Casos e Acasos (2008) e A Vida Alheia (2010). Em 2011, assina com o SBT, onde atua na novela Corações Feridos, que foi exibida pela emissora apenas no ano seguinte. Em 2012, Blota Filho retorna à TV Globo, para atuar na temporada da novela juvenil Malhação.
Em 2014, retorna a TV na série Sexo e as Negas, interpretando o personagem Dr. Werner.
Em 2016, é convidado pelo SBT para interpretar o resmungão, porém divertido, mordomo Silvestre, na novela Carinha de Anjo.

## Filmografia

### Televisão
| Ano       | Título                   | Personagem                         | Notas                                               |
| --------- | ------------------------ | ---------------------------------- | --------------------------------------------------- |
| 2023      | Reis                     | Psusenés II                        | Fase: "A Ascensão/A Conquista"                      |
| 2022      | Todas as Garotas em Mim  | Avô de Paloma                      |                                                     |
| 2020      | Dra. Darci               | Delegado Augusto                   | Episódio: "No Motel"                                |
| 2016-2018 | Carinha de Anjo          | Silvestre Moreira / Madame Zoraide | [ 5 ]                                               |
| 2014      | Sexo e as Negas          | Dr. Werner Bengston de Castro      |                                                     |
| 2014      | O Negócio                | Pai de Sabrina                     | Episódio: "Por Trás das Máscaras"                   |
| 2012      | Malhação                 | Mathias Albuquerque                |                                                     |
| 2012      | Corações Feridos         | Hélio                              | [ 5 ]                                               |
| 2011      | Tribunal na TV           | Promotor                           | Episódio: "Até Que a Morte nos Separe!"             |
| 2010      | Tribunal na TV           | Fernando Capez                     | Episódio: "São Paulo e Palmeiras - O Jogo da Morte" |
| 2010      | A Vida Alheia            | Alfredo Mayana                     | Episódio: "Manchas do Passado"                      |
| 2009      | Caminho das Índias       | Haroldo                            |                                                     |
| 2008      | Casos e Acasos           | Augusto                            | Episódio: "O Carro, o E-mail e o Rapper"            |
| 2008      | Duas Caras               | Dr Pracheres                       |                                                     |
| 2007      | Vidas Opostas            | Abreu                              |                                                     |
| 2006      | Por Toda a Minha Vida    | Paulo Machado de Carvalho          | Episódio: "Elis Regina"                             |
| 2006      | Cidadão Brasileiro       | Dr. Cássio                         |                                                     |
| 2006      | Malhação                 | Dr. Otto                           |                                                     |
| 2006      | Minha Nada Mole Vida     | Peter Mascarenhas                  | Episódio: "O Rei das Festas"                        |
| 2006      | Carga Pesada             | Saturnino                          |                                                     |
| 2005      | América                  | Haroldo                            |                                                     |
| 2005      | Linha Direta Justiça     | Cel. Ile Marlen Lobo               | Episódio: "A Bomba do Riocentro"                    |
| 2005      | A Diarista               | Seu Freitas                        | Episódio: "Um Batoque de Classe"                    |
| 2004      | A Escrava Isaura         | Padre                              |                                                     |
| 2003      | A Casa das Sete Mulheres | Marcos Alves                       |                                                     |
| 2002      | Pequena Travessa         | Delegado Guerra                    |                                                     |
| 1999-2001 | Sandy & Junior           | Professor Camilo                   |                                                     |
| 1998      | Pérola Negra             | Zacarias                           |                                                     |
| 1998      | Fascinação               | René                               |                                                     |
| 1994      | Éramos Seis              | Cobrador                           |                                                     |
| 1981      | Os Imigrantes            | Estudante do MMDC                  |                                                     |

### Cinema
| Ano  | Título                     | Personagem   | Notas          |
| ---- | -------------------------- | ------------ | -------------- |
| 2014 | Estatísticas               | Sueli        | Curta-metragem |
| 2011 | O Filme dos Espíritos      | Médium       |                |
| 2022 | Acampamento Intergaláctico | Hélio/Etélio |                |

## Teatro[6]
- 2019 - As Atrizes
- 2017 - As Bruxas de Eastwick
- 2014 - Jekyll & Hyde – O Médico e o Monstro
- 2014 - Chá das 5
- 2012 - Na Boca do Leão
- 2009 - De Corpo Presente
- 2007 - Tieta do Agreste - O Musical
- 1993 - O Santo e a Porca